# Fakulta humanitních studií Univerzity Tomáše Bati ve Zlíně
Fakulta humanitních studií (FHS) Univerzity Tomáše Bati ve Zlíně (UTB) je jednou ze šesti fakult této vysoké školy. FHS vznikla jako samostatná fakulta UTB k 1. lednu 2007. Fakulta je vědeckým a vzdělávacím pracovištěm, které poskytuje studium v bakalářském, magisterské, navazujícím magisterském a doktorském studiu. Rozvíjí také formy celoživotního vzdělávání v oblastech pedagogiky, filologie a zdravovědy. Používá jednotný kreditní systém (ECTS), což umožňuje mobilitu studentů.
Na FHS jsou zřízeny čtyři ústavy – Ústav moderních jazyků a literatur, Ústav pedagogických věd, Ústav školní pedagogiky a Ústav zdravotnických věd. Součástí fakulty jsou i dvě centra – Centrum jazykového vzdělávání a Centrum výzkumu FHS.

## Historie
Základy budoucí Fakulty humanitních studií (FHS) UTB ve Zlíně byly položeny již 1. září 2003, kdy byl na základě rozhodnutí Akademického senátu UTB ve Zlíně zřízen Univerzitní institut. Vzdělávací a vědecko-výzkumná činnost na institutu byla soustředěna do tří ústavů – Ústavu jazyků, Ústavu pedagogických věd a Ústavu zdravotnických studií. Samostatná Fakulta humanitních studií byla zřízena k 1. lednu 2007 a stala se tak pátou fakultou UTB ve Zlíně, se zaměřením na humanitní, pedagogické a nelékařské obory.
V roce 2017 zde byla otevřena budova nového vzdělávacího centra podle návrhu Evy Jiřičné.

## Studijní programy
FHS má akreditace pro následující studijní programy:

### Bakalářské studium
- Studijní program FILOLOGIE
  - obor Anglický jazyk pro manažerskou praxi
  - obor English for Business Administration
  - obor Německý jazyk pro manažerskou praxi

- Studijní program OŠETŘOVATELSTVÍ
  - obor Všeobecná sestra

- Studijní program PORODNÍ ASISTENCE
  - obor Porodní asistentka

- Studijní program ZDRAVOTNĚ SOCIÁLNÍ PÉČE
  - obor Zdravotně sociální pracovník

- Studijní program SPECIALIZACE V PEDAGOGICE
  - obor Sociální pedagogika
  - obor Učitelství pro mateřské školy
  - obor Andragogika v profilaci na řízení lidských zdrojů v neziskové sféře
  - obor Učitelství odborných předmětů pro střední školy

### Magisterské studium
- Studijní program UČITELSTVÍ PRO ZÁKLADNÍ ŠKOLY
  - obor Učitelství pro 1. stupeň základní školy

### Navazující magisterské studium
- Studijní program PEDAGOGIKA
  - obor Sociální pedagogika

- Studijní program SPECIALIZACE V PEDAGOGICE
  - obor Sociální pedagogika
  - obor Předškolní pedagogika

### Doktorské studium
- Studijní program PEDAGOGIKA
  - obor Pedagogika

## Ústavy a centra

### Ústav moderních jazyků a literatur (ÚMJL)
Základním cílem ústavu je rozvíjet vzdělávací, výzkumné a další tvůrčí činnosti v oblasti filologie (anglistiky a germanistiky) a přispívat k internacionalizaci UTB jako celku. Příspěvkem ÚMJL k internacionalizaci UTB je zapojení ústavu do projektu výuky angličtiny pro akademické pracovníky univerzity, jehož cílem je rozšíření nabídky odborných předmětů vyučovaných v angličtině. 

### Ústav pedagogických věd (ÚPV)
Akademičtí pracovníci ÚPV svou pedagogickou, vědeckovýzkumnou a tvůrčí činnost směřují do oblastí, které rozvíjejí obory, jejichž výuka je na ÚPV realizována. Klíčovými výzkumnými tématy jsou Sociokulturní diverzita ve vzdělávání a Autoregulace učení a chování. Akademičtí pracovníci ÚPV jsou řešiteli a členy výzkumných týmů projektů GA ČR, resortních projektů, projektů IGA aj. 

### Ústav školní pedagogiky (ÚŠP)
Posláním ústavu je příprava kvalifikovaných pedagogických pracovníků a zvýšení jejich odborných kompetencí v oblasti pedagogiky předškolního věku, primárního vzdělávání a pro výuku odborných předmětů na středních školách. V rámci celoživotního vzdělávání ústav nabízí studium v oblasti pedagogických věd, kde absolventi získávají kvalifikaci učitele 2. stupně ZŠ, SOŠ, SOU a VOŠ ve vybrané oborové didaktice.

### Ústav zdravotnických věd (ÚZV)
Hlavní činností ústavu je vzdělávání studentů v bakalářských studijních programech zaměřených na ošetřovatelství, porodní asistenci a zdravotně sociální péči. Ve vyučovacím procesu jsou standardně využívány kvalitní interaktivní programovatelné modely, s jejichž pomocí se studenti mohou lépe připravit na kontakt s realitou klinické praxe. Studenti absolvují praxe v různých klinických zařízeních, nejen ve Zlínském kraji. 

### Centrum jazykového vzdělávání (CJV)
Centrum zajišťuje výuku cizích jazyků na všech fakultách UTB ve Zlíně (angličtina, němčina, francouzština, ruština, španělština a čínština). CJV věnuje pozornost odbornému jazykovému vzdělávání s ohledem na požadavky fakult i na budoucí profesní uplatnění jejich absolventů na globálním pracovním trhu. Výuka cizích jazyků je založena na kombinaci klasických výukových metod s moderními, aktivizujícími metodami a podporou výuky prostřednictvím e-opor. 

### Centrum výzkumu FHS (CV FHS)
Centrum výzkumu je vědecko-výzkumným pracovištěm, jehož výzkumné zaměření se odvíjí od témat řešených v rámci výzkumných projektů a odborného zaměření pracovníků FHS. Zaměřuje se na oblast školního vzdělávání v širších pedagogických souvislostech, poskytuje podporu pro výzkum v oblasti filologické, v ošetřovatelství a vybraných klinických oborech na interdisciplinárním základě.

## Vedení fakulty
- Mgr. Libor Marek, Ph.D. – děkan
- Mgr. Jana Martincová, Ph.D. MBA. – proděkan pro studium
- Mgr. Renata Šilhánová, Ph.D. – proděkanka pro vnější vztahy
- Mgr. Ilona Kočvarová, Ph.D. – proděkanka pro tvůrčí činnost
- PhDr. Mgr. Petr Snopek, PhD. MBA – proděkan pro CŽV a praxe
- Ing. Adam Cejpek – tajemník

## Galerie

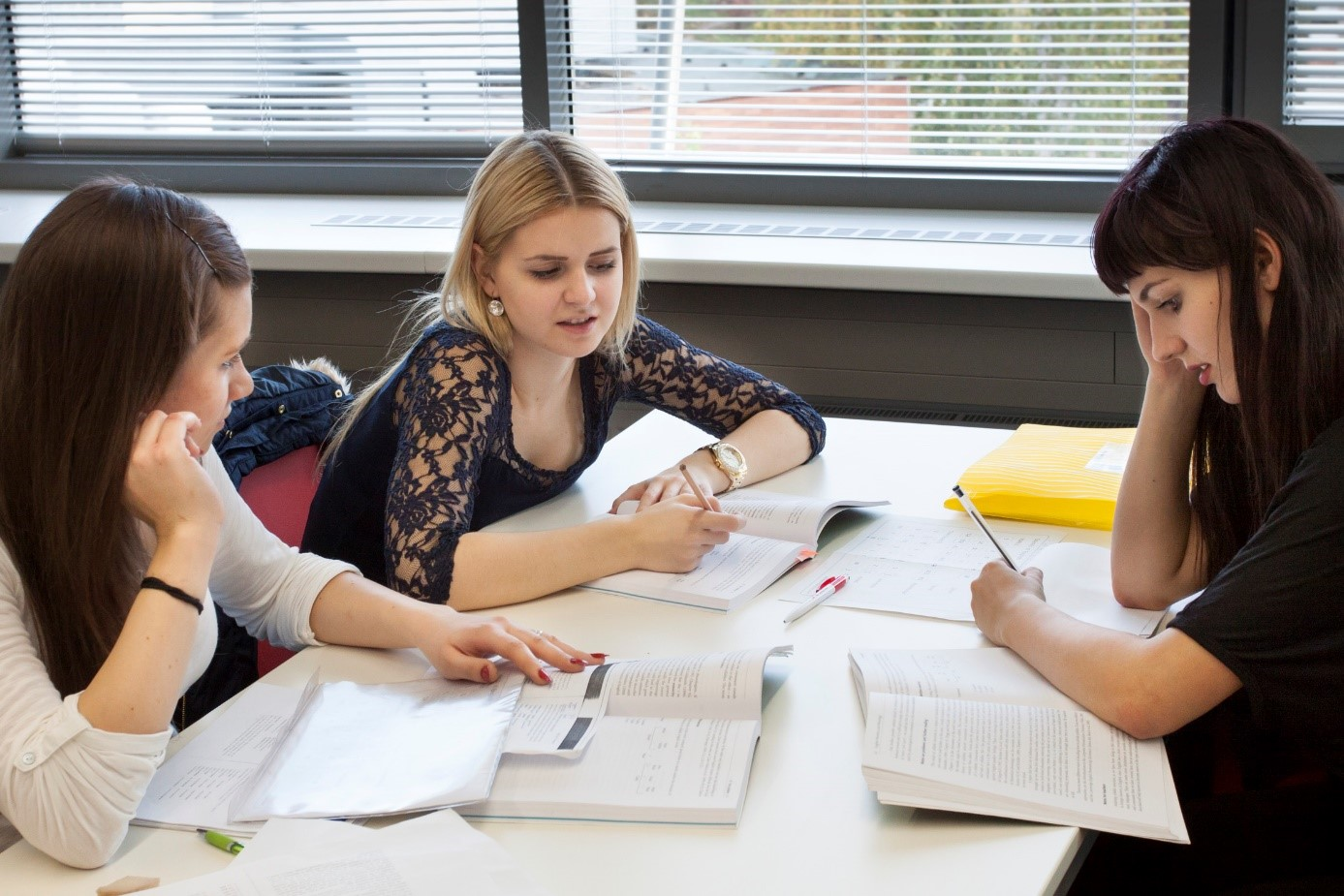
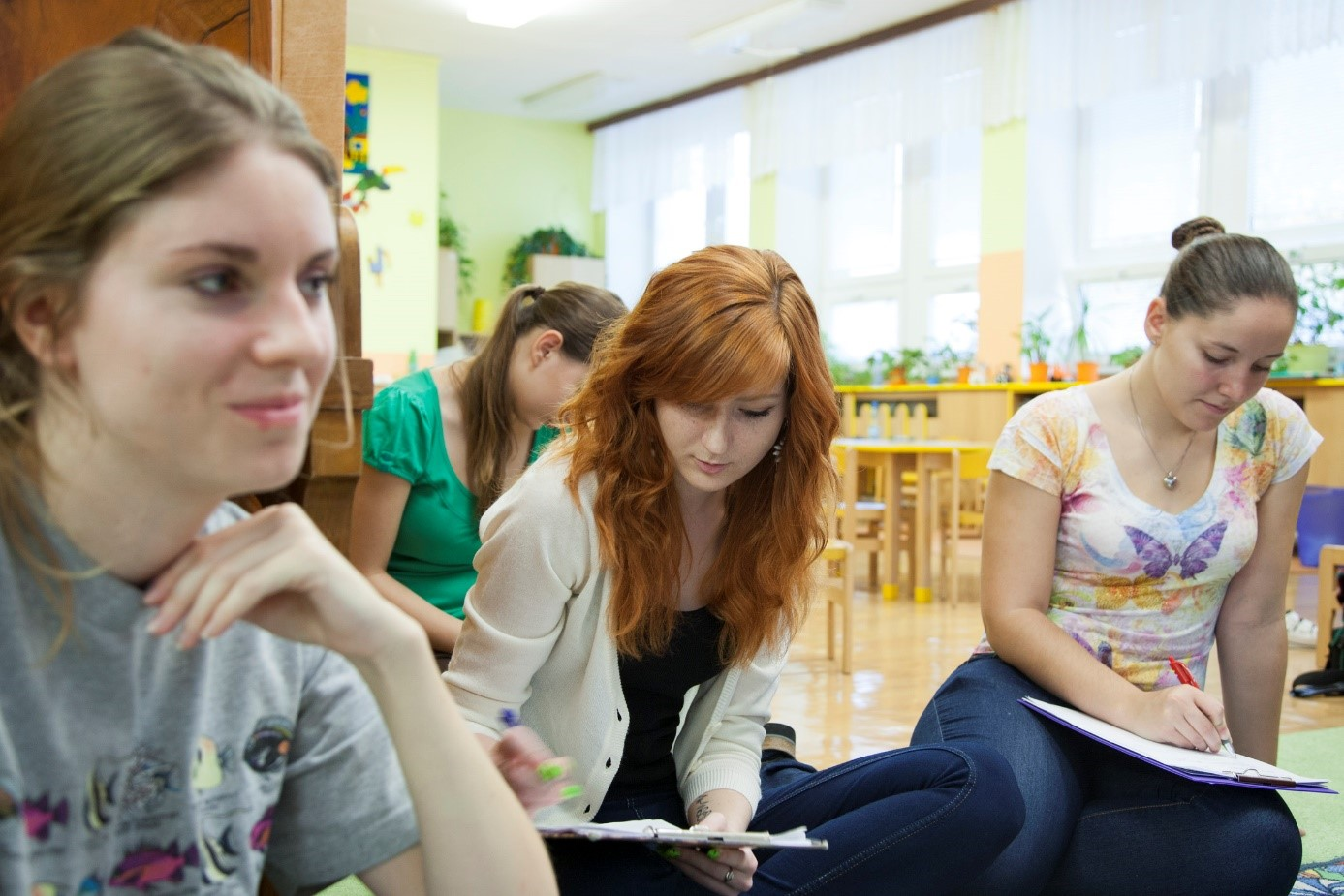
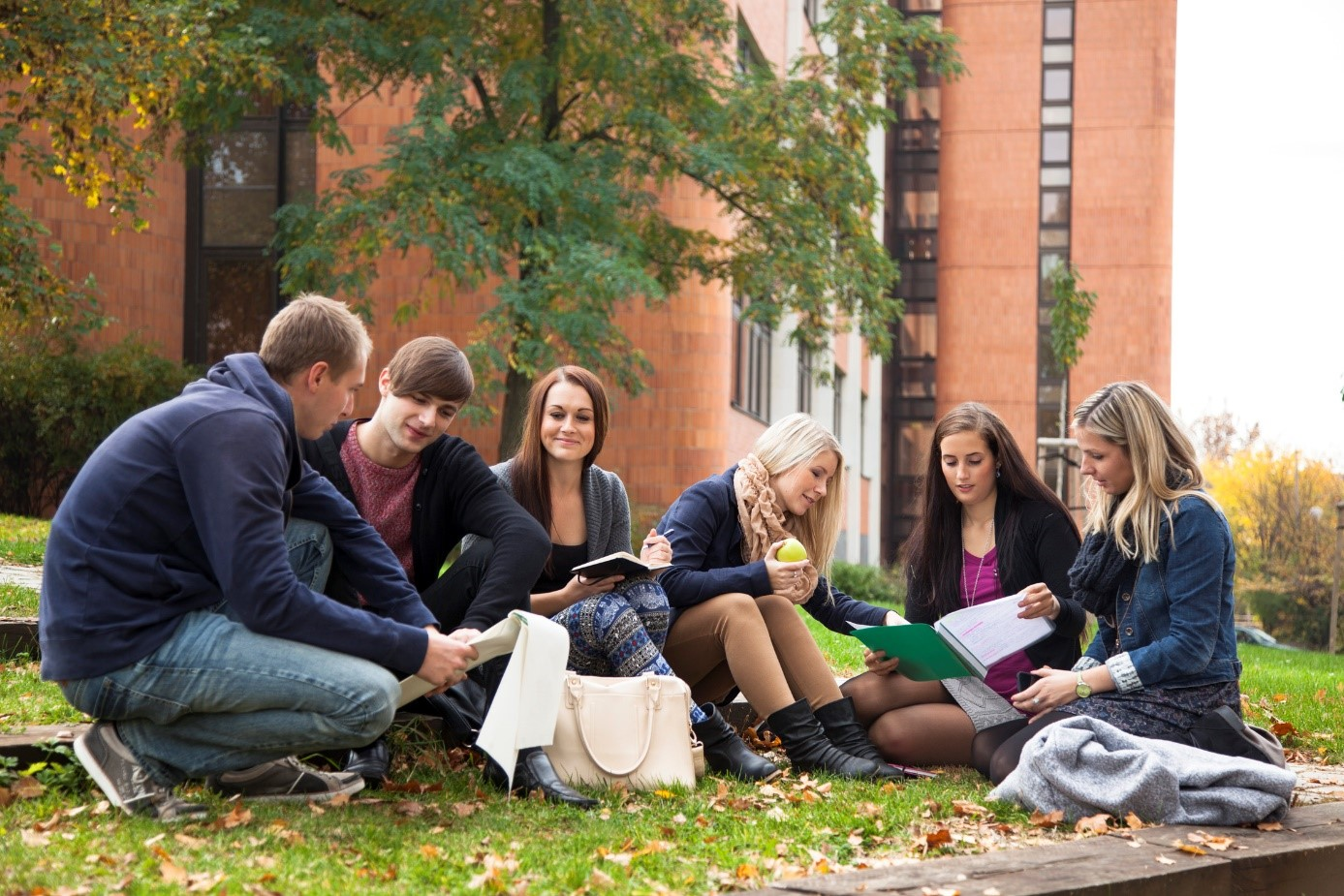
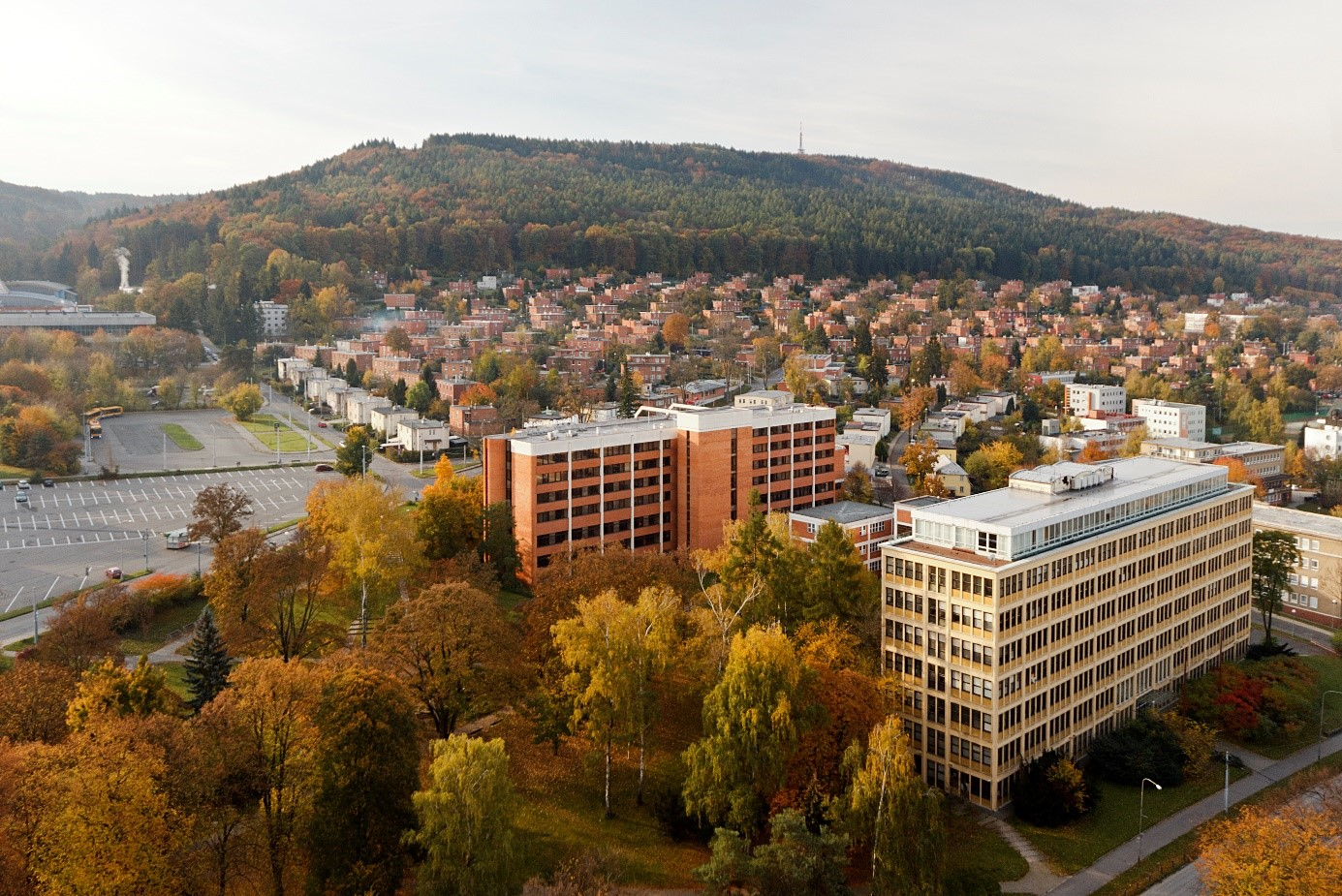